# Агостіно Кіджі
Агостіно Кіджі (29 листопада 1466, Сієна - 11 квітня 1520, Рим) - відомий італійський банкір, що кредитував пап Юлія II та Лева X, Чезаре Борджіа та родину Медічі.
Був заступником Рафаеля і Бальдассаре Перуцці, який збудував для нього палац, який пізніше отримав назву Вілла Фарнезіна.

## Біографія
Банкір родом із Сієни, із сім'ї купців та банкірів.
Розбагатів рахунок встановлення монополії продаж квасців, необхідні виготовлення тканин.
Папа Юлій II цінував його як банкіра та дипломата. Агостіно брав участь у переговорах між Святим Престолом та Венеціанською республікою . Кредитував герцога Валентинуа і Романьї Чезаре Борджіа, позичав гроші герцогу Урбіно Гвідобальдо да Монтефельтро, та фактичному правителю Флоренції П'єро II ді Лоренцо де Медічі.
В 1502 Агостіно разом зі своїм батьком і його другом Франческо Томмазі заснував Банк Кіджі в Римі. 
У цей час він почав займатися меценатством мистецтвам. За його наказом побудовано на правому березі Тибру розкішну віллу, що отримала назву вілла Фарнезіна. Вона швидко стала одним із найпопулярніших місць для зібрань художників та впливових людей того часу.

## Родина
Будучи в шлюбі з Маргаритою Сарачіною, в них були діти, але він завів собі коханку - гарну і вишукану куртизанку Франческу Ордаччі. Після смерті своєї першої дружини невдало намагався укласти шлюб із маркізою Маргаритою Гонзага .
28 серпня 1519 одружився вдруге з Франческою Ордаччі. Обряд одруження провів особисто папа Лев X. Вони мали п'ятеро дітей: Лоренцо Леоне, Алессандро Джованії, Маргарита, Камілла і Агостино, який народився після смерті батька, що були визнані законними.
Помер 11 квітня 1520 року у віці 54 років.

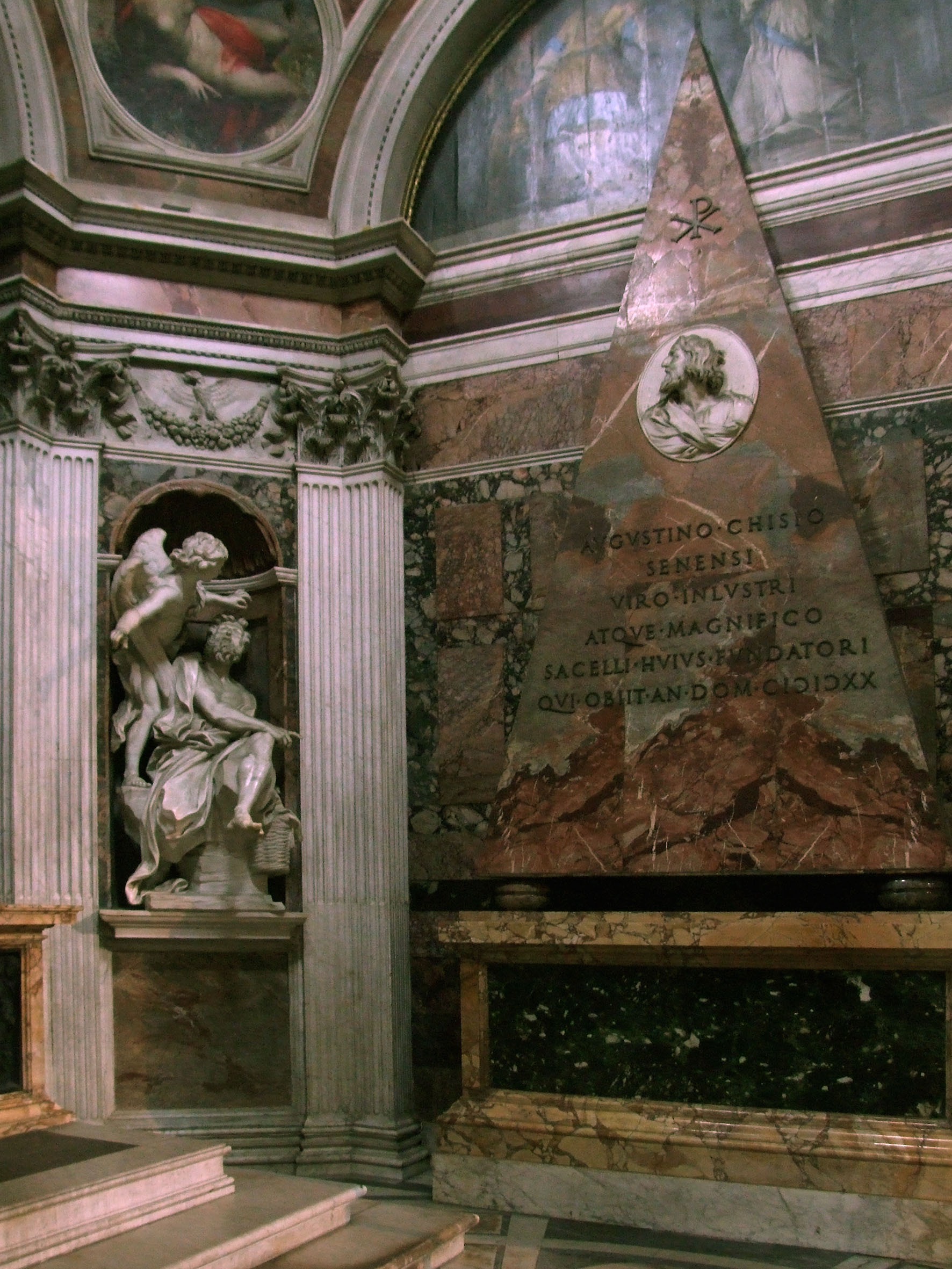
Могила Агостіно Кіджі

Похований Агостіно Кіджі у церкві Санта-Марія дель Пополо в капелі Кіджі, яку спроектував Рафаель Санті. Він же і створив мозаїчне оздоблення. Картини у вівтарі написані Себастьяно дель Пьомбо .

## Заступництво мистецтву
Серед робіт, створених на замовлення Агостіно Кіджі, варто відзначити:
- Капелла Кіджі в церкві Санта-Марія дель Пополо в Римі, творіння Рафаеля Санті.
- Капела Кіджі в церкві Санта-Марія-делла-Паче в Римі створена Рафаелем Санті.
- Вілла Фарнезіна в Римі, створена Бальдассаре Перуцці, і в ній:
  - Лоджія Психеї з фресками Рафаеля Санті;
  - Фреска Тріумф Галатеї роботи Рафаеля Санті.